# Dan Martin Masell
Dan Martin Masell, född 1910 i Kumla, död 1999 i Skanör, var en svensk målare.
Masell studerade vid Edvin Ollers målarskola och för Isaac Grünewald vid Konstakademien i Stockholm samt vid olika konstateljéer i Paris. Han debuterade med en utställning i Södertälje 1947 och ställde därefter ut separat över hela landet. Hans konst består av landskapsskildringar från Småland och folklivsbilder som präglas av humor. 